# 国民議会 (ベナン)
国民議会（こくみんぎかい、フランス語: Assemblée nationale）は、ベナンの立法府である。

## 概要
一院制、定数109、任期4年。
政党名簿比例代表で選出される。